# Union, Mississippi
Union là một thành phố thuộc quận Neshoba, tiểu bang Mississippi, Hoa Kỳ. Năm 2010, dân số của thành phố này là 1 988 người.

## Dân số
- Dân số năm 2000: 2 021 người.
- Dân số năm 2010: 1 988 người.